# Chillur, Savanur
Chillur là một làng thuộc tehsil Savanur, huyện Haveri, bang Karnataka, Ấn Độ.